# Nemesis (achtbaan)
Nemesis is een omgekeerde achtbaan in het Britse Alton Towers in Staffordshire.
De baan is gebouwd door de Zwitserse achtbaanbouwer Bolliger & Mabillard en werd geopend op 19 maart 1994. Nemesis is daarmee de eerste omgekeerde achtbaan van Europa. Omdat Alton Towers gebonden is aan een hoogterestrictie – er mag niet hoger dan de boomgrens gebouwd worden – is Nemesis gelegen in een ravijn, waardoor de achtbaan op haar hoogste punt weliswaar niet hoger komt dan 13 meter boven de grond, maar een drop heeft van meer dan 30 meter. Het thema van de achtbaan is een groot monster dat met behulp van de tonnen staal van de baan in bedwang kan worden gehouden.
Nemesis is een van de populairste attracties van Alton Towers en als gevolg van het succes van de baan opende in 2003 een vergelijkbare attractie in Thorpe Park, genaamd Nemesis Inferno.